# Powys
Ne doit pas être confondu avec le Powys, comté entre 1974 et 1996, et comté préservé depuis 1996.
Pour les articles homonymes, voir Powys (homonymie).
Le Powys est un comté situé dans le centre du pays de Galles. La ville de Llandrindod Wells en est le centre administratif.

## Histoire
Le Powys a une superficie de 5 196 km2 et recouvre les comtés traditionnels de Montgomeryshire, Radnorshire et Brecknockshire. Il fut créé lors de la réforme gouvernementale du pays de Galles de 1974 et comportait à l'origine les districts de Montgomery, Radnor et Brecknock. En 1996, il devint une autorité unitaire et subit une légère modification de frontières au nord-est.

## Mégalithisme
La région abrite un certain nombre de mégalithes, notamment des menhirs :
- Maen Llia ;
- Maen Madoc ;
- Pierre de Gilestone.